# Амбистома от езерото Лерма
Амбистома от езерото Лерма (Ambystoma lermaense), наричана също ядлива амбистома, е вид земноводно от семейство Ambystomatidae. Видът е критично застрашен от изчезване.

## Разпространение
Разпространен е в Мексико.

## Описание
Популацията им е намаляваща.